# Jeremy Lamb
Jeremy Emmanuel Lamb (Norcross, Georgia, 30 de mayo de 1992) es un exjugador de baloncesto estadounidense que disputó 10 temporadas en la NBA. Con 1,96 metros de estatura, su puesto natural en la cancha era el de escolta. 

## Trayectoria deportiva

### High School
Lamb asistió al instituto de Norcross en Norcross, Georgia, fue el capitán del equipo de baloncesto, y un promedio de 20 puntos por partido y 6 rebotes, lo que lleva a Norcross el campeonato regional, el Elite 8 de los playoffs del Estado y un registro final de 27-3. Fue reclutado por la Universidad de Connecticut después de llamar la atención del entrenador Jim Calhoun, que consideró que Lamble recordó al ex estrella de la Universidad de Connecticut, Richard Hamilton. 

### Universidad
Durante su primer año en la Universidad de Connecticut, Lamb jugó en cada partido. Promedió 11,1 puntos por partido, que fue segundo en el equipo detrás de Kemba Walker. En el torneo de la Big East de 2011, Lamb promedió 14,2 puntos y ayudó a los Huskies a ganar el torneo y un puesto en el torneo de la NCAA.
En el torneo de la NCAA de 2011, Lamb incrementó su producción de anotación a 16,2 puntos por partido. En el partido por el título nacional, anotó 12 puntos y capturó 7 rebotes para que los Huskies derrotaron a Butler, por marcador de 53-41.
La temporada de 2012 fue una amarga decepción para Lamb y la Universidad de Connecticut, a pesar de su talento en general no cumplió con las expectativas después de haber sufrido un récord negativo en la Big East durante la temporada regular y haciendo una reverencia a cabo en la primera ronda del torneo de la NCAA, después de perder de Iowa State. Después de la temporada de 2012, Lamb se declaró elegible para el draft de la NBA.

#### Estadísticas
| Año     | Equipo      | PJ | PT | MPP  | %TC  | %3P  | %TL  | RPP | APP | ROB | TPP | PPP  |
| ------- | ----------- | -- | -- | ---- | ---- | ---- | ---- | --- | --- | --- | --- | ---- |
| 2010–11 | Connecticut | 41 | 40 | 28.8 | .487 | .368 | .797 | 4.5 | 1.6 | .9  | .6  | 11.1 |
| 2011–12 | Connecticut | 34 | 34 | 37.2 | .478 | .336 | .810 | 4.9 | 1.7 | 1.2 | .6  | 17.7 |
| Total   | Total       | 75 | 74 | 32.1 | .482 | .348 | .806 | 4.7 | 1.7 | 1.0 | .6  | 14.1 |

### Profesional

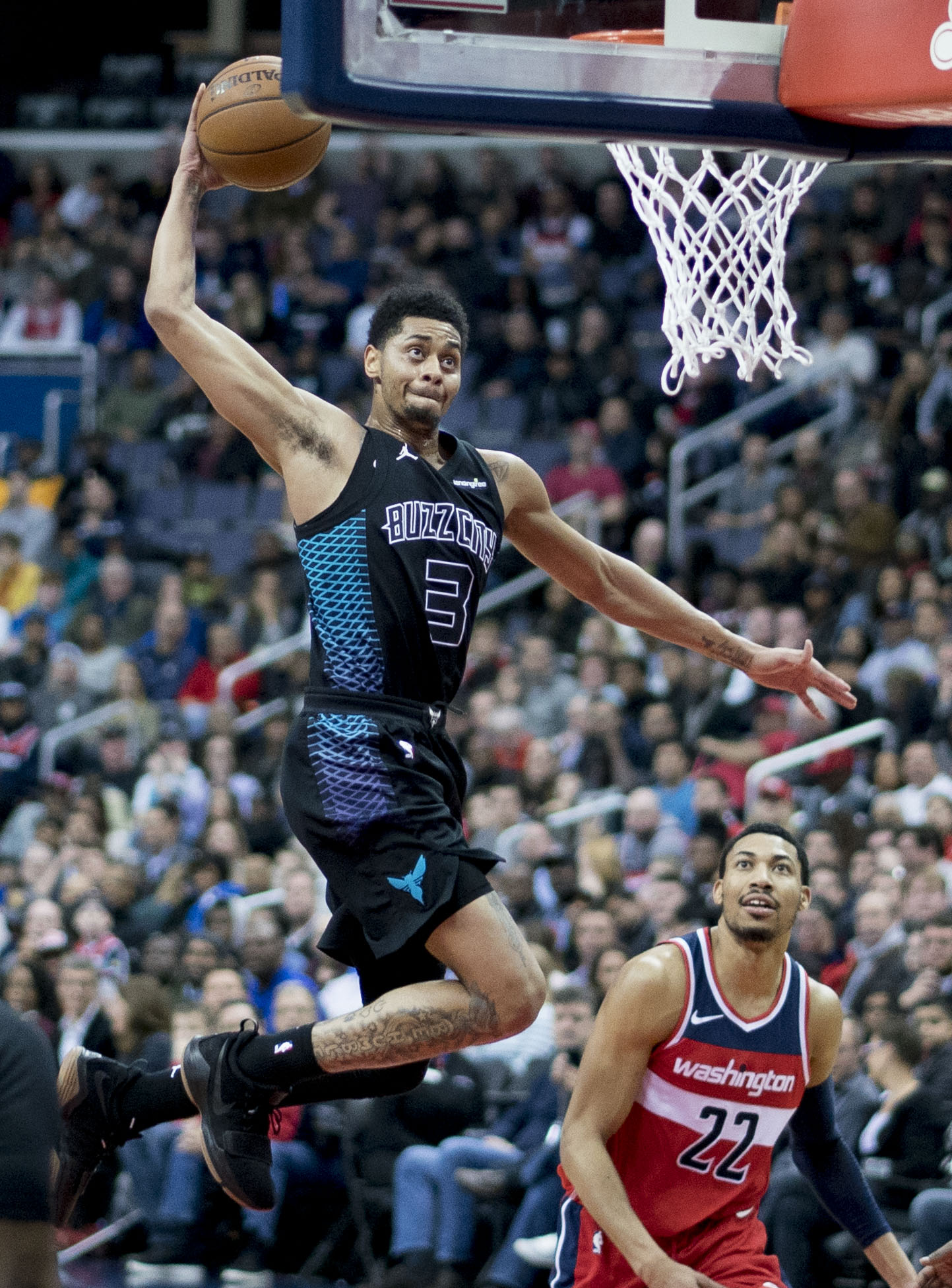
Lamb con Charlotte en 2018.

Fue seleccionado en la decimosegunda posición del Draft de la NBA de 2012 por los Houston Rockets. El 27 de octubre de 2012, fue traspasado a los Oklahoma City Thunder junto a Kevin Martin, dos selecciones de primera ronda, y una selección de segunda ronda, a cambio de James Harden, Cole Aldrich, Lazar Hayward y Daequan Cook. Durante su temporada de rookie, Lamb tuvo varias asignaciones a los Tulsa 66ers de la Liga de desarrollo de la NBA.
El 25 de junio de 2015, Lamb fue traspasado a Charlotte Hornets a cambio de Luke Ridnour. El 2 de noviembre de 2015, firma una extensión de contrato por $21 millones y 3 años con los Hornets.
Durante su sexta temporada como profesional, la tercera en Charlotte, el 20 de diciembre de 2017 ante Toronto Raptors consigue su mejor anotación con 32 puntos.
Tras cuatro temporadas en Charlotte, el 30 de junio de 2019, Jeremy firma un contrato por $31 millones y 3 años con Indiana Pacers.
El 8 de febrero de 2022, es traspasado junto a Domantas Sabonis, Justin Holiday a Sacramento Kings a cambio de Tyrese Haliburton, Buddy Hield y Tristan Thompson.
El 2 de octubre de 2023 volvió a firmar con Sacramento, pero fue despedido una semana después. El 9 de noviembre de 2023 fue incluido en la lista de la noche inaugural de los Stockton Kings.

### Retirada
En agosto de 2024 anunció su retirada como proesional, a los 32 años y tras 10 temporadas en la NBA.

## Estadísticas de su carrera en la NBA

### Temporada regular
| Año     | Equipo        | PJ  | PT  | MPP  | %TC  | %3P  | %TL   | RPP | APP | ROB | TPP | PPP  |
| ------- | ------------- | --- | --- | ---- | ---- | ---- | ----- | --- | --- | --- | --- | ---- |
| 2012-13 | Oklahoma City | 23  | 0   | 6.4  | .353 | .300 | 1.000 | .8  | .2  | .1  | .1  | 3.1  |
| 2013-14 | Oklahoma City | 78  | 0   | 19.7 | .432 | .356 | .797  | 2.4 | 1.5 | .7  | .3  | 8.5  |
| 2014-15 | Oklahoma City | 47  | 8   | 13.5 | .416 | .342 | .891  | 2.3 | .9  | .4  | .1  | 6.3  |
| 2015-16 | Charlotte     | 66  | 0   | 18.6 | .451 | .309 | .727  | 3.8 | 1.2 | .6  | .5  | 8.8  |
| 2016-17 | Charlotte     | 62  | 5   | 18.4 | .460 | .281 | .853  | 4.3 | 1.2 | .4  | .4  | 9.7  |
| 2017-18 | Charlotte     | 80  | 18  | 24.6 | .457 | .370 | .861  | 4.1 | 2.3 | .8  | .4  | 12.9 |
| 2018-19 | Charlotte     | 79  | 55  | 28.5 | .440 | .348 | .888  | 5.5 | 2.2 | 1.1 | .4  | 15.3 |
| 2019-20 | Indiana       | 46  | 42  | 28.1 | .451 | .335 | .836  | 4.3 | 2.1 | 1.2 | .5  | 12.5 |
| 2020-21 | Indiana       | 36  | 8   | 21.3 | .435 | .406 | .947  | 3.6 | 1.5 | .9  | .6  | 10.1 |
| 2021-22 | Indiana       | 39  | 0   | 15.7 | .373 | .333 | .838  | 2.4 | 1.3 | .6  | .4  | 7.1  |
| 2021-22 | Sacramento    | 17  | 0   | 18.9 | .403 | .302 | .846  | 3.5 | 1.8 | .5  | .5  | 7.9  |
| Total   | Total         | 573 | 136 | 20.8 | .439 | .342 | .857  | 3.6 | 1.6 | .7  | .4  | 10.1 |

### Playoffs
| Año   | Equipo        | PJ | PT | MPP | %TC  | %3P   | %TL   | RPP | APP | ROB | TPP | PPP |
| ----- | ------------- | -- | -- | --- | ---- | ----- | ----- | --- | --- | --- | --- | --- |
| 2014  | Oklahoma City | 11 | 0  | 9.1 | .405 | .143  | 1.000 | 1.5 | .6  | .6  | .1  | 3.6 |
| 2016  | Charlotte     | 3  | 0  | 4.0 | .556 | 1.000 | .000  | 1.3 | .3  | .0  | .0  | 3.7 |
| Total | Total         | 14 | 0  | 8.0 | .431 | .200  | 1.000 | 1.4 | .6  | .5  | .1  | 3.6 |

## Vida personal
Lamb creció en Norcross, Georgia. En la escuela intermedia, jugó en el norte de Atlanta. Él es el hijo de Rolando, y de Angela y es el tercero de cuatro hermanos. Su padre es pastor, y jugó en la universidad donde se hizo conocido cuando anotó una canasta ganadora sobre la bocina de la Commonwealth de Virginia en el Torneo de la NCAA de 1984. El hermano de Lamb, Zach, es un alero de 2,03 metros de Cal State Bakersfield.